# إعمار مكة
إعمار مكة مشروع تنموي سعودي يستهدف في مفهومه العام كل ما يتعلق ببناء الإنسان وتنمية المكان في منطقة مكة المكرمة ومحافظاتها، ويشمل إدارة الحشود والتفويج، ومخطط إدارة التنمية الحضرية، وتطوير الأحياء العشوائية.

## مشروع الإعمار
يشمل المحاور التالية:
- استكمال الطرق الدائرية الأربعة.
- إيجاد محاور إشعاعية جديدة لسرعة تفريغ منطقة المسجد الحرام.
- إنشاء مواقف متعددة الوسائط عند تقاطع الطرق الدائرية مع الطرق الإشعاعية.
- تنفيذ مسارات للقطارات الحضرية الخفيفة وربطها بمسار قطار المشاعر وبمسار قطار الحرمين.

## المخطط الشامل لمكة والمشاعر
يقدم رؤية تنموية شاملة حتى عام 2040، وتنفذه هيئة تطوير منطقة مكة المكرمة، ويهدف لتكون مكة المكرمة في مقدمة المدن الذكية.
حدد المخطط 21 مخرجاً، من أبرزها: توقعات أعداد السكان والزوار، توسعة المسجد الحرام والمناطق المحيطة، خطة النقل العام، خطة استعمالات الأراضي لاستيعاب النمو السكاني، خطة الإسكان وخياراته المستقبلية، خطة خدمات البنية التحتية، خطة الخدمات الاجتماعية للسكان والزوار، خطة تطوير المشاعر المقدسة، وخطة التنمية الاقتصادية.

## تطوير العشوائيات
يهدف المشروع إلى التطوير العمراني للمناطق التي ينتشر فيها العمران العشوائي، والتطوير الوظيفي للخدمات والمرافق الأساسية، والعدالة في توزيع وتطوير الخدمات لكل المجتمع، واستخدام التصاميم والتقنيات وأساليب التنفيذ المعمارية الملائمة، وتشجيع مشاريع التنمية متعددة الاستعمال والمتكاملة الخدمات والمرافق العامة.
ومن أهم الأحياء التي يجري تنفيذ المشاريع فيها: جبل الشراشف، منطقة قوز النكاسة، مشروع درب المشاعر، وجبل خندمة.
وقال أمير منطقة مكة المكرمة خالد الفيصل إن المشروع يضع حلولا وطرقا لمعالجة الأحياء العشوائية في مكة المكرمة، تتمثل في: التطوير الشامل للأحياء العشوائية بالشراكة بين الدولة والقطاع الخاص، إيجاد سكن بديل يستوعب المنقولين من الأحياء العشوائية، معالجة الأوضاع الاجتماعية لسكان الأحياء العشوائية من خلال الدراسة والتقصي لأوضاعهم الحياتية والاجتماعي.

## الحج والمشاعر
قال أمير منطقة مكة المكرمة خالد الفيصل في المؤتمر الصحفي الختامي لحج 1439هـ إن قيادة المملكة تتطلع مستقبلا لتوظيف التقنية في جميع شؤون الحج.
وأضاف: إن رؤية المملكة في الحج تسعى إلى أن يصل عدد الحجاج إلى 5 ملايين حاج في الأعوام القادمة. موضحا أن هناك مشروعا لكامل المشاعر «منى، مزدلفة، عرفات»، سيشرع في تنفيذه بأسرع وقت ممكن، إذ رفعت الدراسة الأولية للهيئة الملكية لمكة المكرمة والمشاعر المقدسة لاعتماده.

## الإسكان

### واحة مكة
يعتبر مشروع الإسكان الميسر في أم الجود أو (واحة مكة) أول مشاريع شركة البلد الأمين التابعة لأمانة العاصمة المقدسة بالتحالف من شركات القطاع الخاص، الهادفة إلى تحسين نوعية الحياة بمنطقة مكة المكرمة من خلال إقامة تجمعات عمرانية حضارية، وتسهم في رفع مستوى الصحة والتعليم وعلاج أزمة البطالة والجريمة.
يبعد المشروع عن الحرم مسافة 14 كلم، وتبلغ مساحته نحو 670 ألف م خصصت لبناء 2300 وحدة سكنية على مرحلتين، إضافة إلى عدد من المباني التجارية والمرافق العامة.

### بوابة مكة
يهدف المشروع إلى تحفيز وتسريع التنمية في القطاع الغربي من مكة عن طريق المشاركة بين القطاعين العام والخاص اللذين سيعملان على تطوير وتنفيذ المشاريع التنموية بموجب مخطط هيكلي يقدم حلولا مرورية مدروسة وتنمية عمرانية متكاملة تشتمل على مناطق سكنية وحدائق ومساجد ومراكز خدمات تعليمية وصحية وترفيهية.
ويغطي المخطط الهيكلي للمشروع مساحة 85 مليون متر مربع، تمتلك منها الشركة الأم، شركة البلد الأمين، مساحة 60 مليون متر مربع، تبدأ من على بعد 31 كلم من الحرم الشريف وتمتد من طريق «مكة-جدة» القديم شمالا إلى طريق الليث جنوبا، ويحدها من الغرب طريق الدائري الخامس (طريق الشميسي)، ويخترقها من الغرب إلى الشرق طريق جدة مكة السريع ومسار قطار الحرمين. ويحتوي مخطط البوابة على عدد من المشاريع الحكومية الجاذبة مثل الجامعة، المراكز الطبية، المتنزه الوطني، ومجمع ترفيهي تعليمي متكامل، بالإضافة إلى عدد من المنشآت الثقافية والمراكز التراثية والمتاحف.

## النقل العام
من أهم ملامحه:
- إنشاء شبكة قطارات (مترو) تغطي كامل المدينة مكونة من أربعة خطوط مترو يصل مجموع أطوالها بعد اكتمالها 182 كيلو متراً وتشتمل على 88 محطة تغطي مناطق التنمية الحالية والمستقبلية، حسب المخطط الشامل لمكة المكرمة.
- مخطط للحافلات يتكامل مع شبكة القطارات ويشتمل على شبكات حافلات سريعة بإجمالي أطوال 60 كم، وإجمالي عدد المحطات 60 محطة، وكذلك شبكات حافلات محلية بأطوال تبلغ 65 كم، وعدد محطات يبلغ 87 محطة، إضافة إلى شبكة حافلات مغذية لمحطات القطارات ومحطات الحافلات السريعة، يتراوح طول الخط الواحد بين 5 إلى 10 كم.[6]

## طريق الملك عبد العزيز
طريق حضري رئيس يبلغ طوله 405 كلم وعرض 300 متر. ويخترق خمسة أحياء عشوائية ويسهم عند اكتماله في تسهيل حركة النقل من وإلى المسجد الحرام عبر البوابة الرئيسية لمكة المكرمة.

## جبل عمر
أحد المشروعات التطويرية يقع غرب المسجد الحرام ويغطي مساحة 230 ألف متر مربع، ويضم 38 برجا.

## الفيصلية
مشروع تنموي يقع بين مدينتي جدة ومكة المكرمة على مساحة 2,354 كلم2.

### مكونات وخدمات المشروع
مركز التميز الإسلامي – مركز مكة الإداري • مركز الأعمال التجارية والمالية • منطقة دبلوماسية • منتجعات ومناطق ترفيهية وأماكن للرعاية الصحية • ميناء فرعي وسياحي • منطقة لوجستية ومنطقة حرة • مطار الفيصلية • مجمع التقنية الصديقة للبيئة • مركز للرياضة والترفيه • مركز اكاديمي متعدد المستويات • مجمع التصنيع • حديقة جبلية • صناعات زراعية • مركز لتوزيع الأغذية • القرية • مركز للدراسات الإسلامية • مركز استقبال الحجاج • الوادي • محطة مركزية لوسائط النقل العام • المنطقة الخاصة • الأحياء السكنية.

## مؤتمر ومعرض مشاريع إعمار منطقة مكة المكرمة
أقيم مؤتمر ومعرض دولي لمشاريع إعمار منطقة مكة المكرمة في ديسمبر 2017 شاركت فيه أكثر من 25 مؤسسة حكومية وخاصة وتم تسليط الضوء فيه على أكثر من 2500 مشروع تنموي في مختلف مدن ومحافظات المنطقة. ووجه أمير منطقة مكة المكرمة خالد الفيصل باستمرار المعرض سنويا.
ومن أبرز مشاريع التنمية في المحافظات التابعة لمنطقة مكة المكرمة مشاريع النقل العام في جدة، وطريق الملك فيصل، ومروج جدة، والشاطئ الجنوبي، وتطوير خليج سلمان إضافة للطريق الدائري، وبالنسبة للطائف مشروعات الطائف الجديد وهي المطار الدولي، وواحة التقنية وسوق عكاظ.

## وصلات خارجية
رؤية المملكة 2030
فيلم المخطط الشامل لمكة المكرمة والمشاعر المقدسة